# Pesher
 Pesher (pl. pesharim) é uma palavra hebraica que significa "interpretação", no sentido de "solução". Tornou-se conhecida a partir de um grupo de textos encontrados entre os Pergaminhos do Mar Morto.
O pesharim dá uma teoria sobre interpretação escritural, anteriormente conhecido parcialmente, mas agora totalmente definida. Os escritores do pesharim acreditam que as Escrituras estão em dois níveis, uma para a superfície ordinária, ou seja, leitores com conhecimento limitado, e outra oculta, disponivel apenas para especialistas com maior conhecimento. Isto é mais claramente enunciado no Pesher Habacuque (1QpHab), em que o autor do texto afirma que Deus deu a conhecer à Professora do temor, uma figura proeminente na história da comunidade dos essênios, "Todos os mistérios de seus servos os profetas" (1QpHab VII:4-5). Em contrapartida, os profetas receberam apenas uma interpretação parcial concernente a revelação divina dos Textos Sagrados.